# Tennis de table aux Jeux olympiques d'été de 1988
Pour un article plus général, voir Tennis de table aux Jeux olympiques.
Navigation
Barcelone 1992
Le tennis de table fait son apparition pour la première fois lors des Jeux olympiques de Séoul en Corée du Sud, ce qui constitue une reconnaissance pour ce sport.

## Tableau des médailles
| Rang | Nation       | Or | Argent | Bronze | Total |
| ---- | ------------ | -- | ------ | ------ | ----- |
| 1    | Chine        | 2  | 2      | 1      | 5     |
| 2    | Corée du Sud | 2  | 1      | 1      | 4     |
| 3    | Yougoslavie  | 0  | 1      | 1      | 2     |
| 4    | Suède        | 0  | 0      | 1      | 1     |

## Podiums
| Épreuve          | Or                          | Argent                        | Bronze                        |
| ---------------- | --------------------------- | ----------------------------- | ----------------------------- |
| Simple messieurs | Yoo Nam-kyu                 | Kim Ki-taik                   | Erik Lindh                    |
| Simple dames     | Chen Jing                   | Li Huifen                     | Jiao Zhimin                   |
| Double messieurs | Chen Longcan Wei Qingguang  | Ilja Lupulescu Zoran Primorac | Ahn Jae-hyung Yoo Nam-kyu     |
| Double dames     | Hyun Jung-hwa Yang Young-ja | Chen Jing Jiao Zhimin         | Jasna Fazlić Gordana Perkučin |